# Traui tájkép naplemente idején
A Traui tájkép naplemente idején Csontváry Kosztka Tivadar 1899-ben készített festménye, ami 2012-ig magángyűjteményben lappangott.

## A mű keletkezése
„Párisban a Julien Akadémiába iratkoztam be – de vesztemre, mert az akadémián a nagyarányú rajzolás nem volt megengedve. E kényszer késztetett Páris elhagyására s az akadémiákkal való teljes szakításra. ...először Svájcba utaztam... átkeltem Nápolyba s a telet Pompejiban a Hotel del Soléban töltöttem. ...Pompejiben festettem a „porta principalét”, a Have-t napút-színekkel, s egy nagy naplementét is gyakorlatnak kiszemeltem. Innét rándultam Capri szigetére, a kék barlang megtekintésére – Vico, Sorrento, Amalfi, Posilio szépségeinek megfigyelésére, s amikor mindezeket végig tanulmányoztam, tavasszal Spalato, Salome és Trau vidékére rándultam, ahol napút-motívumokban válogathattam”

– Csontváry kiadatlan önéletrajzából. In: Csontváry-emlékkönyv. Bp. Corvina 1976. 85. old

Csontváry önéletrajzát már megromlott szellemi egészségben vetette papírra, ezért fenti soraiban négy év eseményeit süríti össze. Összesen 15 képe került elő halála óta az ebben a korszakában készült olasz és dalmát tájképekből. Életének kutatói kiderítették, hogy ezt a képét négy másikkal együtt 1899-ben, illetve 1900-ban festette Trauban (ma Trogir).

## A festmény leírása
A festmény pontosan meghatározható helyen, a trogiri óvárost a Chiovo szigetével összekötő híd tövében, Chiovo felé tekintve készült. (Koordináták: északi szélesség: 43°30'58.24", keleti hosszúság: 16°15'6.79") Merész rövidülésben ábrázolt híd vezet a túloldali házsorhoz, ami ma is nagyon hasonló képet mutat. A halászbárkáknak árnyéka markánsan kirajzolódik  a vízen. A parti lámpák és az ablakokból kiszűrődő fény is jelzi az esti időszakot. A domboldal mögül a lemenő nap sugarai még erős színeket rajzolnak az égre.

## A kép helye Csontváry életművében
Csontváry szabadtéri, plen air festészetének lényege volt a maga által alkotott napút fogalma, amit életművének feldolgozói sokféleképpen értelmeznek. Lényege, hogy a művész tudatosan tanulmányozta a Nap járását és az azzal kapcsolatos fényhatásokat, azok változásait, és ezeket igyekezett gondosan, részletesen megörökíteni.
Trauban Csontváry szintén elsősorban a Nap, illetve a Hold fényhatásai köré építette fel festményeit. A traui ciklus öt darabja különböző napszakokban készült. Csontváry 1897 és 1902 közötti festményeinek egy része párokat alkot, amit az azonos méretek is mutatnak. (Egyébként Csontváry szinten minden művét más-más méretű vászonra festette.) Ezeket a képpárokat ugyanarról a helyszínről, de egymással ellenkező, 180 fokkal elforgatott irányban és különböző napszakokban alkotta meg. A Traui tájkép naplemente idején helyszínéről az ellenkező irányban az ugyanolyan méretű Holdvilágos éj Trauban (Zárda) című képet festette meg.

## Proveniencia
Csontváry halála után a kép testvére, a Recsken a Pucher-családnál nevelőnőként élő és dolgozó Kosztka Irén tulajdonába került. 1922-ben vendégségben járt náluk Recsken a neves Geist-család ifjú tagja, Geist Gáspár (1900-1972), aki elragadtatással beszélt – a néhány évvel korábban 1919-ben mély szegénységben és minden kritikai elismerés nélkül elhunyt – Csontváry művészetéről. Kosztka Irén hálából neki ajándékozta a tulajdonában lévő „képecskét” és ezt a hátoldalán rögzítette is. Geist Gáspár az értékes képet 1951-ben letétbe helyezte a Szépművészeti Múzeum Új Magyar Képtárába. 1965-ben onnan unokahúgánál, Osztroluczky Pálnénál helyezte el, szintén letétbe, majd halála után örökül hagyta rá. 1990-ben Osztroluczky Pálné örököseitől egy ismeretlen magyar gyűjtő vásárolta meg, aki 2012-ben aukcióra ajánlotta fel a Virág Judit Galéria révén.
2012. december 16-án a kép rekordáron, 240 millió forintért kelt el a Virág Judit Galéria aukcióján.